# Федецкий, Андрей Стефанович
Андре́й Стефа́нович Феде́цкий (укр. Андрій Стефанович Федецький; 5 августа 1958, Гамалиевка, Львовская область — 23 августа 2018, Луцк) — советский и украинский футболист, тренер. Мастер спорта СССР (1983). Отец футболиста сборной Украины Артёма Федецкого.

## Биография
Родился 5 августа 1958 года в селе Гамалиевка (Львовская область). Воспитанник львовского СКА (первый тренер — Владимир Вараксин), львовского (тренеры Ярослав Дмитрасевич и Федор Бушанский) и киевского (Владимир Киянченко) спортинтернатов. В 1977 году был заявлен за луцкое «Торпедо» во Второй лиге СССР — сыграл в 14 матчах. В 1980 году вернулся в команду, где играл ещё 2 года. В 1983 стал игроком харьковкого «Металлиста», за который в Высшей лиге провел 11 игр, забил 3 мяча. В 1984 вернулся в Луцк где с небольшим перерывом играл 6 лет, стал победителем Второй лиги ССР в Украинской зоне (по факту стал чемпионом УССР). В 1990 году отправился за границу, где 1 сезон выступал за польскую «Гвардию» (Холм). В 1991 году вернулся на родину — в «Волынь» (бывший «Торпедо»). В 1996 году завершил игровую карьеру. В сумме за «Волынь» во всех турнирах провёл 525 матчей, в которых забил 91 гол. Стал лучшим бомбардиром в истории клуба наряду с Владимиром Диким.
По окончании игровой карьеры работал в «Волыни» тренером различных команд.
Скончался 23 августа 2018 года в 4 часа утра от послеинсультовых осложнений. Похоронен на кладбище села Лавров, недалеко от Луцка.

## Достижения

### Командные
«Торпедо»
- Победитель Второй лиги СССР (зона УССР): 1989

«Металлист»
- Финалист Кубка СССР: 1983

### Личные
- Лучший бомбардир в истории ФК «Волынь» (наряду с Владимиром Диким): 91 гол
- Мастер спорта СССР (1983)

## Личная жизнь
Жена — Маргарита Ивановна, парикмахер, живёт и работает в Луцке. Сын — Артём Федецкий, также футболист. Дочь Анна — парикмахер.

## Статистика
| Сезон   | Клуб           | Матчи | Голы |
| ------- | -------------- | ----- | ---- |
| 1977    | Торпедо (Луцк) | 14    | 0    |
| 1980    | Торпедо (Луцк) | 4     | 1    |
| 1981    | Торпедо (Луцк) | 41    | 7    |
| 1982    | Торпедо (Луцк) | 46    | 16   |
| 1983    | Металлист      | 13    | 3    |
| 1984    | Металлист      | 1     | 0    |
| 1984    | Торпедо (Луцк) | 29    | 12   |
| 1985    | Торпедо (Луцк) | 38    | 10   |
| 1986    | Торпедо (Луцк) | 35    | 9    |
| 1987    | Торпедо (Луцк) | 51    | 4    |
| 1988    | Торпедо (Луцк) | 49    | 5    |
| 1989    | Волынь         | 50    | 8    |
| 1990    | Волынь         | 27    | 3    |
| 1991    | Волынь         | 37    | 3    |
| 1992    | Волынь         | 17    | 1    |
| 1992/93 | Волынь         | 29    | 5    |
| 1993/94 | Волынь         | 29    | 2    |
| 1994/95 | Волынь         | 21    | 3    |
| 1995/96 | Волынь         | 5     | 0    |